# Bent Jørgensen (håndboldspiller)
 Der er flere personer med dette navn, se Bent Jørgensen (flertydig).
Bent Jørgensen (født 8. januar 1945 på Frederiksberg) er en tidligere dansk håndboldspiller som deltog i VM i håndbold 1967 og Sommer-OL 1972.
Han spillede håndbold for klubben Stadion IF.
I 1967 var han med på Danmarks håndboldlandshold som vandt en sølvmedalje ved VM i håndbold 1967. Han spillede fem kampe og scorede sks mål.
I 1972 var han med på Danmarks håndboldlandshold som endte på en trettendeplads under Sommer-OL. Han spillede i fire kampe og scorede tre mål.
I alt spillede han 101 kampe og scorede 107 mål for Danmark mellem 1966 og 1973.